# Benny Golson
Benny Golson (Filadelfia, 25 gennaio 1929 – New York, 21 settembre 2024) è stato un musicista e compositore statunitense.

## Biografia
Mentre era nella high school a Filadelfia ebbe l'opportunità di suonare con promettenti giovani musicisti, come John Coltrane, Red Garland, Jimmy Heath, Percy Heath, Philly Joe Jones e Red Rodney.
Dopo gli studi, suonò con la band rhythm and blues di Bull Moose Jackson; a quel tempo il pianista del gruppo era Tadd Dameron  il quale ebbe grande influenza nello stile musicale e compositivo di Benny Golson. Dal 1953 al 1959 si esibisce con i gruppi di Tadd Dameron, Lionel Hampton, Johnny Hodges, Earl Bostic, Dizzy Gillespie, e Art Blakey (con i suoi Jazz Messengers).
Golson fu particolarmente colpito dalla scomparsa, in un incidente automobilistico, del giovane trombettista Clifford Brown. A seguito di ciò compose in sua memoria il toccante standard I Remember Clifford.
Dal 1959 al 1962 Golson collaborò con Art Farmer: in seguito lasciò il jazz per concentrarsi sullo studio e sulla composizione orchestrale. In questo periodo compose musica per le colonne sonore di spettacoli televisivi come Ironside, M*A*S*H, e L'uomo da sei milioni di dollari. Negli anni settanta Golson tornò in attività nell'ambiente del jazz.
Riferendosi alle non comuni capacità compositive di Golson, è stato detto di lui "Benny non scrive brani, scrive standard". Tra i numerosi brani da lui composti, e che hanno avuto grande notorietà, oltre al citato I Remember Clifford, si ricordano Stable Mates, Blues March, Killer Joe, Whisper Not, Along Came Betty.
Nel 2004 Golson interpretò sé stesso, nel film The Terminal di Steven Spielberg, in un importante cameo durante il quale si esibì nella sua Killer Joe.

## Discografia

### Come leader
- The Modern Touch (Riverside 1958) – recorded in 1957
- The Other Side of Benny Golson (Riverside, 1958)
- Benny Golson and the Philadelphians (United Artists, 1958)
- Benny Golson's New York Scene (Contemporary, 1959) – recorded in 1957
- Gone with Golson (New Jazz, 1959)
- Groovin' with Golson (New Jazz, 1959)
- Winchester Special with Lem Winchester (New Jazz, 1959)
- Gettin' with It (New Jazz, 1960) – recorded in 1959
- Take a Number from 1 to 10 (Argo, 1961) – recorded in 1960-61
- Pop + Jazz = Swing (Audio Fidelity, 1962)
- Turning Point (Mercury, 1962)
- Free (Argo, 1963) – recorded in 1962
- The Roland Kirk Quartet Meets the Benny Golson Orchestra with Roland Kirk (Mercury, 1964)
- Stockholm Sojourn (Prestige, 1965) – recorded in 1964
- Tune In, Turn On (Verve, 1967)
- Killer Joe (Columbia, 1977)
- California Message with Curtis Fuller (Baystate, 1981)
- One More Mem'ry with Curtis Fuller (Baystate, 1982)
- Time Speaks with Freddie Hubbard and Woody Shaw (Baystate, 1983)
- This Is for You, John (Baystate, 1984) – recorded in 1983
- Stardust with Freddie Hubbard (Denon, 1987)
- Benny Golson Quartet Live (Dreyfus, 1991) – recorded in 1989
- Benny Golson Quartet (LRC Ltd. 1990)
- Domingo (Dreyfus, 1992) – recorded in 1991
- I Remember Miles (Alfa Jazz, 1993) – recorded in 1992
- That's Funky (Meldac Jazz, 1995) – recorded in 1994
- Up Jumped Benny (Arkadia Jazz, 1997) – recorded in 1996
- Tenor Legacy (Arkadia Jazz, 1998) – recorded in 1996
- Remembering Clifford (Milestone, 1998) – recorded in 1997
- One Day, Forever (Arkadia Jazz, 2001) – recorded in 1996-2000
- Terminal 1 (Concord, 2004)
- New Time, New 'Tet (Concord, 2009) – recorded in 2008
- Horizon Ahead (HighNote, 2016) – recorded in 2015

### Con il Jazz-Tet
- Meet the Jazztet (Argo, 1960)
- Big City Sounds (Argo, 1960)
- The Jazztet and John Lewis (Argo, 1961) – recorded in 1960-61
- The Jazztet at Birdhouse (Argo, 1961) – live
- Here and Now (Mercury, 1962)
- Another Git Together (Mercury, 1962)
- Voices All (East West, 1983) – recorded in 1982
- Moment to Moment (Soul Note, 1983)
- V.A., Playboy Jazz Festival (Elektra/Musician, 1984) [2LP] – compilation live recorded in 1982
- Back to the City (Contemporary, 1986) – live
- Nostalgia (Baystate, 1988) – recorded in 1983
- Real Time (Contemporary, 1988) – live recorded in 1986

## Riconoscimenti
- Nel 1995 Golson ricevette il premio "Jazz Masters Award" da parte del "National Endowment for the Arts".
- Nel 2009 Golson è entrato a far parte dell'"International Academy of Jazz Hall of Fame". L'evento è stato celebrato durante uno spettacolo tenuto alla Carnegie Music Hall nell'ambito della settimana del Jazz organizzata annualmente dall'Università di Pittsburgh